# Pwapwâ
Le pwapwâ est une langue kanak du Nord, parlée dans la commune de Voh en Nouvelle-Calédonie. Il est classé dans la branche malayo-polynésienne centrale-orientale des langues austronésiennes. Parlé par 27 locuteurs en 2019, il est en danger d’extinction.